# 金城坊西街
39°54′55″N 116°21′31″E / 39.9153842°N 116.3586333°E
金城坊西街，是位于北京市西城区中部的一条道路。

## 简介
金城坊西街于2000年代建成，东到金城坊南街，西到阜成门南顺城街，其位置在西养马营胡同的原址附近。西养马营胡同为东西走向，东到后楼胡同，西到阜成门南顺城街。全长211米，平均宽3米。明朝称羊毛胡同，或者羊毛营胡同。清朝讹称养马营，而且分成南北两条东西走向的胡同，分别称为北养马营、南养马营，该胡同在南，所以称南养马营。后来，北养马营西部改称鞑子店，东部改称东养马营，南养马营乃改称西养马营。1965年北京市整顿地名，定名为西养马营胡同。西养马营胡同1990年代到2000年代拆除。